# Sicyos longisetosus
Sicyos longisetosus är en gurkväxtart som beskrevs av Célestin Alfred Cogniaux. Sicyos longisetosus ingår i släktet hårgurkor, och familjen gurkväxter. Inga underarter finns listade i Catalogue of Life.